# Pudsey
Pudsey är en stadsdel i Leeds, i distriktet Leeds, i grevskapet West Yorkshire, i England, med drygt 40 000 invånare. Den består av två wards, North Pudsey och South Pudsey, bägge med omkring 22 000 invånare.
Det förekom en betydande ullindustri i Pudsey under 1700- och 1800-talet. Flera framgångsrika cricketspelare kommer från stadsdelen. Staden nämndes i Domedagsboken (Domesday Book) år 1086, och kallades då Podechesai/Podechesaie.